# حزب العمال الكوري الشمالي
حزب العمال الكوري الشمالي (هانغل: ; هانجا: 북조선로동당) كان حزبًا شيوعيًا في كوريا الشمالية من عام 1946 إلى عام 1949 وكان سلفًا لحزب العمال الكوري الحالي. تأسس في مؤتمر في 28-30 أغسطس 1946، عن طريق اندماج الفرع الشمالي من الحزب الشيوعي الكوري وحزب الشعب الكوري الجديد.    تم انتخاب كيم تو بونج زعيم حزب الشعب الجديد رئيسا للحزب. وكان نائبا رئيس الحزب تشو يونغ ها وكيم ايل سونغ.  في وقت التأسيس، يعتقد أن الحزب كان لديه حوالي 366000 عضو منتظم في حوالي 12000 خلية حزبية. 

## الاندماج

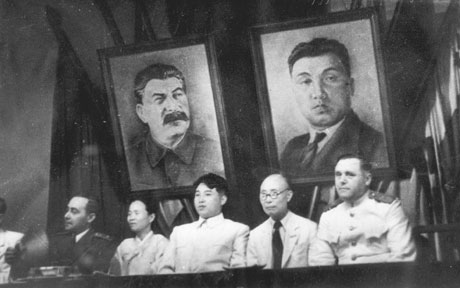
تأسيس الجلسة المكتملة المشتركة لحزب الشعب الجديد في 28 أغسطس 1946

يمكن اعتبار اندماج الحزب الشيوعي الكوري مع حزب الشعب الجديد على أنهما مماثلان لعمليات الاندماج المماثلة التي جرت في أوروبا الشرقية في السنوات التي تلت الحرب العالمية الثانية، مثل تشكيل حزب الوحدة الاشتراكية الألماني وحزب حزب الشعب المجري. لم يكن اندماج الطرفين معقدًا. بين الاثنين كانت هناك اختلافات من حيث الخلفية الاجتماعية للكوادر والملفات الإيديولوجية. كان أتباع حزب الشعب الجديد من المثقفين، بينما كان أتباع الحزب الشيوعي أساسًا من العمال والفلاحين. علاوة على ذلك، كانت الشيوعية الكورية مليئة بالخلافات الداخلية، وكانت الفصائل الشيوعية المختلفة موجودة في الحزب الموحد الجديد. في وقت تأسيس المناقشات الحزبية الجديدة، برزت مناقشات حول دور الماركسية اللينينية كأساس أيديولوجي للحزب. في المؤتمر الافتتاحي للحزب، قال كيم إيل سونغ «... إن حزب العمال هو وحدة قتالية وطلائع الجماهير العاملة. يجب أن نقاتل بأقصى جهدنا للحفاظ على نقاء الحزب ووحدته وانضباطه الحديدي. إذا كنا سنحارب العدو دون تلبية هذه الشروط في صفوفنا، فلن يكون الأمر أقل من حماقة»، بحجة الحفاظ على التوجه الماركسي اللينيني. 

### استشهد
- Lankov، Andrei N. (2002). "Kim Takes Control: The 'Great Purge' in North Korea, 1956-1960". Korean Studies. ج. 26 ع. 1: 87–119. DOI:10.1353/ks.2002.0010. ISSN:1529-1529.